# Plaza Francia (Junín)
La Plaza Francia es un espacio verde público de la ciudad de Junín, Argentina, ubicada en la Avenida San Martín entre las calles Alberdi y Almafuerte.

## Historia
Desde 1880, por el lugar donde hoy está la Avenida San Martín corrían las vías del Ferrocarril Oeste, que luego sería Central Argentino. Las vías terminaban donde hoy están los Colegios Nacional y Normal, y la estación estaba en el lugar donde hoy está la terminal de ómnibus. Dado que el Ferrocarril Buenos Aires al Pacífico tenía su propia estación y sus vías corrían prácticamente en forma paralela a escasos 300 m hacia el norte, en la década de 1930 se decidió unificar las estaciones y vías férreas. Se levantaron las vías del Central Argentino, comenzó la construcción de la Avenida San Martín y se procedió a lotear los terrenos linderos.
En 1950 se inauguró la avenida, que en el tramo que va desde Almafuerte hasta Sáenz Peña incluyó una serie de plazas en homenaje a las principales colectividades que llegaron a Junín. Una de ellas es la Plaza Francia.

## Características
Se encuentra en una de las zonas más bellas de Junín. Al lotearse los terrenos a ambos lados de la avenida San Martín, la reglamentación establecía construcciones de dos pisos con jardines al frente, por lo que las viviendas son chalets tipo cottage francés o casas tipo inglesas, dándole a la plaza un entorno uniforme y visualmente muy agradable.
Una lápida realizada por el escultor Juninense César Scioli es un homenaje a Horacio de la Cámara, reconocido poeta, escritor y humanista fallecido en 1973. Está realizada en piedra reconstituida.
El busto del General José de San Martín fue realizado por el escultor juninense Juan Comuni en 1950. Se trata de una réplica del original que se encuentra en la Escuela N° 2, luego que el Instituto Sanmartiniano autorizara que se hicieran varias ráplicas en bronce fundido en los Talleres Ferroviarios de Junín, para colocarlos en las principales estaciones del Ferrocarril General San Martín.

## Ubicación
La plaza se encuentra la Avenida San Martín entre las calles Alberdi y Almafuerte. Está rodeada por los chalets de la avenida San Martín, hacia el noroeste y sudeste. Al sudoeste se encuentra la explanada donde comienza la avenida, y frente a esta se ubican los Colegios Nacional y Normal. Al noreste, cruzando la calle Alberdi, se encuentra la Plaza Árabe.